# Jan Buryánek
Jan Buryánek, přezdívaný Burác (28. května 1974 Pardubice – 18. listopadu 2007 Pardubice), byl český textař, muzikant a básník. Vystudoval pardubické gymnázium, absolvoval Pedagogickou fakultu Univerzity Karlovy, obor český jazyk, literatura a historie. Jako zpěvák a kytarista působil v kapelách Spiknutí, Marná sláva a K.R.K. Propagoval také mezikulturní toleranci. Trpěl opakovaně dočasnými stavy melancholie a svůj život ukončil sebevraždou.

## Básnická díla
- Slovo o schoulenci (2008)
- Básně pro 13 (2013)